# Equinoccio y la pirámide mágica
Equinoccio y la pirámide mágica, o simplemente La pirámide mágica, es una película mexicana infantil, híbrida entre imagen real y animación, de aventura y ciencia ficción de 2007, dirigida y escrita por Socorro Méndez como su ópera prima. Su historia, que aborda temas ambientales y sobre la cultura mexicana, sigue el viaje de un grupo de amigos hacia la pirámide de Chichén Itzá para cerrar un enorme agujero que un extraterrestre abrió en la capa de ozono para causar la destrucción del planeta Tierra; los chicos deben apresurarse antes de que se efectúe el equinoccio. El reparto principal está compuesto por los actores infantiles María Fernanda Urdapilleta, Sebastián Perea y Alejandro Speizer, entre otros, mientras que Jesús Ochoa —bajo el rol de antagonista—, Gabriela Canudas, Gabriel Porras, Alejandro Ruiz y Alexa Damián, conforman el reparto de voces.
Fue producida por Cinemágico Producciones y coproducida por Estudios Churubusco Azteca (Echasa), en asociación con Revolution 435 and Rentals y Televisión Integral (TVI), con el apoyo del Instituto Mexicano de Cinematografía (Imcine) por medio del Fondo del Inversión y Estímulos al Cine (Fidecine). Su desarrollo comenzó en 2004, cuando Méndez esbozó el argumento y escribió el guion con la asesoría de Fernando León y Enrique Rentería. Posteriormente, el rodaje se concretó en 2005, para después entrar a posproducción entre finales del año e inicios de 2006.
Fue estrenada en 20 salas comerciales de México el 29 de junio de 2007.